# Les Autres (film, 2001)
Pour les articles homonymes, voir Les Autres et The Others.
Pour plus de détails, voir Fiche technique et Distribution.
Les Autres  est un film fantastique hispano-franco-américain réalisé par Alejandro Amenábar avec Nicole Kidman, sorti en 2001.
Le film a rencontré des critiques très positives lors de sa sortie en salle. Il a aussi remporté un grand nombre de récompenses lors de festivals et cérémonies.
En juin 2020, 20 ans après la sortie du film, BTF média prévoit l'adaptation du film sous forme de série. Cette dernière sera tournée en espagnol.

## Synopsis
En 1945, alors que la Seconde Guerre mondiale s'achève, trois personnes frappent à la porte d’un manoir isolé, perdu dans le brouillard sur l'île de Jersey. Ces trois personnes, Monsieur Tuttle, Madame Mills et Lydia, une jeune fille muette depuis un mystérieux traumatisme sont d'anciens domestiques de la maison à la recherche d’un travail. Une jeune femme pâle leur ouvre. Il s’agit de Grace Stewart, mère de deux enfants, Anne et Nicolas Stewart, atteints d’une maladie rare et incurable : la protoporphyrie érythropoïétique. Une maladie qui les rend extrêmement sensibles à la lumière du jour. Mme Stewart s'impatiente toujours de recevoir des nouvelles de son mari, parti au front. Cette dernière qui a justement besoin de domestiques et d’une nouvelle nourrice pour s'occuper des enfants, les engage. Elle leur explique une règle à appliquer pour préserver ses enfants de la lumière : il ne faut jamais ouvrir une porte avant d'avoir fermé la précédente. 
Mais leur arrivée coïncide avec la venue de nombreux événements étranges. Tout d’abord, alors qu’elle a séparé les enfants pour leur faire la leçon, Mme Stewart croit entendre des pleurs dans le manoir qui ne viennent d’aucun de ses deux enfants qu'elle a enfermés dans deux pièces différentes. Dans la salle de musique, Anne Stewart lui parle alors de Victor, le fils « des autres » qu’elle prétend avoir déjà vu plusieurs fois et qui partageait la pièce avec elle. Mme Stewart ne prête pas attention à ce qu’elle croit être des mensonges mais s'aperçoit que quelqu'un a ouvert la porte de la pièce. Folle furieuse, elle s'en prend verbalement aux domestiques en leur rappelant les règles du manoir. La nuit tombée, dans leur chambre, Anne reparle de « Victor » à son frère Nicolas en lui racontant qu’il est là, dans la pièce avec eux et qu’elle le voit. Elle accuse l'intrus d'ouvrir les rideaux, ce qui les empêche de dormir. Nicolas ne croit pas un traître mot de ce qu'elle affirme et pense qu'elle se joue de lui. Soudain, une main vient lui toucher la joue tandis que sa sœur reste immobile.  
Terrorisé, le petit garçon sent une autre présence dans la chambre et hurle de toutes ses forces, alertant Grace qui accable sa fille d'avoir crispé son frère. Le lendemain, elle entend d'importants bruits au plafond qu’elle attribue à Lydia, la domestique muette, avant de se rendre compte de son erreur en la voyant à l'extérieur du manoir par la fenêtre. Lorsqu’elle monte vérifier, il n’y a personne mais elle entend des voix et des rires. Dans la cuisine, Anne lui montre alors un dessin « des autres », un groupe de quatre personnes, deux époux, un enfant et une vieille femme aux allures de sorcière. Anne prétend qu’elle les voit souvent tout en soulignant le fait qu'elle a croisé la mystérieuse vieille femme plus d'une dizaine de fois. Paniquée, Mme Stewart s'arme d'un fusil et fouille de fond en comble tout le manoir avec les domestiques. Et c’est dans le grenier qu’elle découvre un curieux album où figurent les photographies de tous les membres morts des précédentes familles qui ont logé dans le manoir.
Un soir, alors qu'elle est de garde, Mme Stewart entend quelqu’un jouer du piano dans la salle de musique qu’elle a fermé à clé. Lorsqu’elle entre dans la pièce, le piano, habituellement fermé, est ouvert et il n’y a personne. Le piano se remet à jouer tout seul plusieurs fois avant que ce qui semble n'être qu’un violent courant d’air ne claque la porte, expulsant la mère des enfants au sol. Très ébranlée, elle décide de partir pour chercher un prêtre et tout lui raconter. Pendant tout ce temps, l’attitude des trois domestiques semble de plus en plus inquiétante, tout comme cet événement auquel les enfants font référence sans oser en parler et qui concerne leur mère.
Alors qu’elle est perdue dans le brouillard, Mme Stewart retrouve son époux Charles qui erre, l’air hagard. Folle de joie de le retrouver, elle le ramène chez eux. Il est devenu l’ombre de lui-même, totalement détaché de sa femme et de ses enfants, comme absent, marqué par les traumatismes de la guerre à jamais. De nouveau de bonne humeur, elle aide sa fille à essayer sa robe de communiante et la laisse jouer dans une pièce fermée à clé. Mais à son retour, Anne prend l'apparence de la vieille femme qu’elle et Nicolas ont dit avoir déjà vue. Grace s’attaque violement à ce fantôme pour sauver Anne mais alors qu’elle la frappe, elle se rend compte que ce n’est plus la mystérieuse femme mais de nouveau sa fille, qui la regarde terrorisée. Cette dernière hurle à madame Mills que sa mère a essayé de la tuer.
Persuadée de devenir folle, elle va rejoindre Charles dans leur chambre. Celui-ci lui pose d'étranges questions sur sa relation avec ses enfants et annonce qu’il doit repartir. En sanglots, Mme Stewart lui annonce qu'elle a longtemps attendu son retour de la guerre, priant chaque soir pour qu'il lui revienne. Touché par ses mots, Charles enlace doucement sa femme et ils font l'amour dans leur lit conjugal. Lorsque Mme Stewart se réveille le lendemain matin, il n’est plus là. De son côté, les enfants sont terrorisés par la disparition de tous les rideaux du manoir, arrachés mystérieusement pendant la nuit. Alors qu’elle les cherche désespérément, les domestiques semblent peu concernés. Elle les accuse de tourmenter la famille, les pointe avec son fusil en ordonnant à madame Mills de lui remettre son trousseau de clés et les chasse du manoir. Grace parvient quand même à calfeutrer la chambre des enfants, et la journée passe. Le soir même, Anne qui en veut à sa mère, décide de s’enfuir du domicile familial avec son frère pour aller retrouver leur père. C’est dans le parc qui entoure la propriété qu’elle découvre les tombes des trois domestiques. Les trois fantômes réapparaissent alors dans le parc et se dirigent vers Anne et Nicolas qui se réfugient vers la maison en hurlant de terreur. En même temps, Mme Stewart trouve la photographie des cadavres des trois domestiques, en réalité morts depuis 50 ans.
Les domestiques pourchassent les enfants qui rejoignent leur mère devant le manoir. Armée de son fusil, cette dernière ouvre le feu à plusieurs reprises sur les assaillants mais les balles leur passent au travers. Madame Mills lui réplique qu'ils sont morts de la tuberculose depuis un demi-siècle. En dernier recours, Mme Stewart s'enferme avec ses enfants dans le manoir. Anne et Nicolas montent à l'étage et se cachent dans un placard où ils sont découverts par la vieille sorcière qu' Anne dit avoir vue. Pendant ce temps, les domestiques incitent Madame Stewart à rejoindre ses enfants pour apprendre ce qu'il s'est réellement passé. Après être montée à l'étage à son tour, elle découvre les intrus assis autour d'une table et entre en contact avec la vieille femme qui est en fait une voyante. Cette dernière, en état de transe, écrit toutes les paroles d'Anne et Nicolas afin que le reste du groupe des intrus puisse les lire. La voyante déclare que Mme Stewart, dans une crise de fureur, a étouffé ses enfants avec un oreiller. C’était l’événement dont n’osaient pas parler les enfants et qu’elle ne parvenait pas à accepter. Choqués, les deux enfants hurlent « qu'ils ne sont pas morts » tandis que Grace soulève la table dans un accès de colère. Elle déchire les feuilles où la voyante écrivait ses paroles, sous le regard horrifié « des autres » qui sont en réalité une famille de vivants qui vient d'emménager dans le manoir.
Mme Stewart, ses enfants et les domestiques sont en réalité des fantômes qui hantent le manoir de manière involontaire. Après la séance de spiritisme, « les autres » sont sous le choc d'avoir pris contact avec les morts. Révoltée, l'épouse du groupe déclare que Mme Stewart s'est suicidée avec son fusil après avoir assassiné ses propres enfants. Elle rappelle le fait qu'Anne Stewart a brièvement pris possession du corps de la voyante (ce qui explique pourquoi elle avait pris son apparence devant Mme Stewart) et que son fils Victor est constamment terrorisé par les revenants. Elle insiste de manière intransigeante pour déménager, refusant d'élever son enfant dans de telles conditions. Le lendemain, « les autres » quittent les lieux, laissant la maison aux six fantômes. Dans les couloirs du domicile, Mme Stewart caresse ses enfants et leur annonce que Charles, leur père, est mort sur le front depuis longtemps (son fantôme est revenu les hanter avant de repartir une dernière fois). Ils jurent que le manoir est à eux et qu'ils le défendront face à de nouveaux propriétaires.

## Fiche technique
- Titre : Les Autres
- Titre original : The Others
- Réalisation : Alejandro Amenábar
- Scénario : Alejandro Amenábar
- Production : Fernando Bovaira, José Luis Cuerda, Sunmin Park, Tom Cruise, Rick Schwartz, Paula Wagner, Bob Weinstein et Harvey Weinstein
- Sociétés de production : Cruise/Wagner Productions, Las Producciones del Escorpión S.L. et Sogecine
- Budget : 17 millions de dollars
- Musique : Alejandro Amenábar
- Photographie : Javier Aguirresarobe
- Montage : Nacho Ruiz Capillas
- Décors : Benjamín Fernández
- Costumes : Sonia Grande
- Pays d'origine :  Espagne,  France,  États-Unis
- Langue de tournage : anglais
- Format : couleurs — 1,85:1 — son DTS | Dolby Digital | SDDS — 35 mm
- Genres : fantastique, drame, épouvante-horreur, thriller
- Durée : 104 minutes
- Dates de sortie : 
  - États-Unis : 2 août 2001 (première)
  - États-Unis : 10 août 2001
  - Espagne : 7 septembre 2001
  - France et Suisse romande : 26 décembre 2001
  - Belgique : 16 janvier 2002
- Classification :
  - PG-13 aux États-Unis
  - Interdit aux moins de 12 ans lors de sa sortie en France. Tous public lors de sa sortie DVD

## Distribution
- Nicole Kidman (V. F. : Danièle Douet, V. Q. : Anne Bédard) : Grace Stewart
- Fionnula Flanagan (V. F. : Paule Emanuele, V. Q. : Françoise Faucher) : Madame Bertha Mills, domestique et nounou des enfants
- Christopher Eccleston (V. F. : Joël Zaffarano) : Charles Stewart, le mari de Grace
- Alakina Mann (V. F. : Camille Donda, V. Q. : Stéfanie Dolan) : Anne Stewart, la fille de Grace
- James Bentley (V. F. : Simon Koukissa, V. Q. : Émile Mailhiot) : Nicholas Stewart, le fils de Grace
- Eric Sykes : Monsieur Edmund Tuttle, jardinier de la maison
- Elaine Cassidy : Lydia, jeune domestique muette
- Renée Asherson : la vieille dame médium
- Keith Allen (V. F. : Nicolas Marié) : Monsieur Marlish, actuel habitant
- Michelle Fairley (V. F. : Véronique Augereau) : Madame Marlish
- Alexander Vince : Victor Marlish
- Gordon Reid (V. F. : Michel Ruhl) : le premier assistant
- Ricardo López : le second assistant
- Aldo Grilo : le jardinier

Sources et légende : Version française (V. F.) sur Doublagissimo Version québécoise (V. Q.) sur Doublage Québec

## Analyse

### Déni de la mort
Si le déni apparaît d'abord d'un point de vue religieux, avec l'ouverture du film sur une citation extraite de la Genèse, il prend ensuite corps métaphoriquement sous la forme de la brume qui enserre le manoir, en symbolisant la réalité que Grace se refuse à voir derrière le voile de sa propre vision biblique du monde.
Le contraste entre la vie et la mort est également illustré par le personnage de Grace, une ancienne danseuse dont le nom évoque le glamour des vedettes hollywoodiennes et dont la beauté est volontairement accentuée par l'équipe technique du film, et qui doit vivre à l'écart de la lumière pour préserver ses enfants allergiques. La manière dont les rôles traditionnels de la lumière et de l'obscurité sont inversés (puisque la famille craint la première et se réfugie dans la seconde) illustre bien la situation de Grace, dont le plus grand effroi serait d'être mise face à la réalité de sa situation. Dans cette existence isolée, similaire à un purgatoire, le déni de la mort n'est que la conséquence du déni de la vie auquel se livre Grace, une vie que ses enfants lui ont d'abord d'une certaine manière contestée, avant qu'elle-même ne la leur retire. Cet isolement peut également servir d'indice sur la manière dont la famille a survécu à la Seconde Guerre mondiale, puisque les îles Anglo-Normandes étaient alors occupées par les forces nazies, et cette famille aux traits aryens a alors probablement dû composer avec ces mêmes personnes que le mari de Grace était parti combattre en France.

### Considérations
La mort en général est présente dans tous les films d’Aménabar, Tesis où une étudiante en cinéma enquête sur des snuff movies réalisés dans sa faculté, Ouvre les yeux ou encore Mar Adentro, le combat d’un homme tétraplégique pour mourir. Ici, les thèmes majeurs sont autant la mort que son acceptation. Des thèmes qu’on retrouve également dans son film précédent Ouvre les yeux, où toute la deuxième partie du film repose sur les hallucinations de César, enfant de riche playboy agressé par une ancienne maîtresse. Des hallucinations post-mortem, fruits d’une entreprise qui s’est spécialisée dans la création de vie virtuelle pour les morts. C’est exactement ce dont souffre Grace, étouffée dans son carcan religieux et incapable d’admettre qu’elle ait pu tuer ses enfants.
La solitude est également un thème récurrent des films d'Aménabar. Celle de Grace fait écho à celle d'Hypathie, astronome grecque qui refuse l’amour dans Agora, ou encore à celle de César, trop égoïste puis paranoïaque pour partager avec d’autres.
L'histoire des Autres repose sur un twist final ; la fin du film remet ainsi en question toute l’intrigue et les croyances du spectateur, faisant ainsi des soi-disant fantômes inquiétants les véritables humains occupants de la maison et de Grace et sa famille les réels fantômes qui hantent les lieux.

## Production

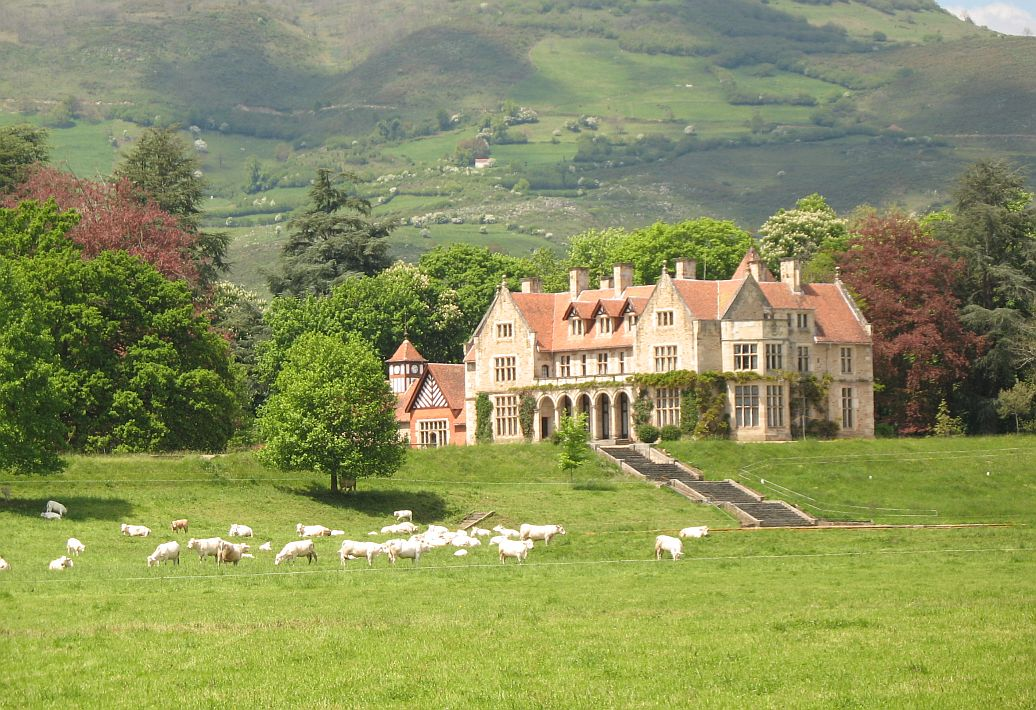
Le Palacio de Los Hornillos en Cantabrie, Espagne, lieu de tournage des extérieurs du film.

### Scénario et inspiration
Le film par son scénario et sa réalisation est inspiré de deux films représentatifs du fantastique gothique des années 1960, Les Innocents (tiré du roman d'Henry James Le Tour d'écrou) et La Maison du diable. Des éléments similaires s'y retrouvent : une maison isolée dans la campagne, des bruits inexpliqués, la présence d’anciens domestiques fantômes, les enfants qu’une femme seule doit garder, l’aura trouble de cette jeune femme.

### Tournage et préparation des acteurs
Le tournage s'est déroulé du 30 septembre au 5 décembre 2000 à Huntington aux États-Unis, ainsi qu'à Madrid et Santander en Espagne.
La maladie des deux enfants qui ne leur permet d’avoir aucun contact avec la lumière du soleil est inspirée d’une maladie réelle : la Protoporphyrie érythropoïétique. Les interprètes des personnages ont ainsi dû se préparer physiquement pour leur rôle en évitant le soleil et utilisant beaucoup de protection solaire. James Bentley (qui interprète le personnage de Nicholas) s’est exprimé à ce sujet lors d’un entretien présent dans les bonus du DVD du film : « Je devais m’abriter du soleil. On m’a interdit de grimper à mon arbre. À l’école, je devais avoir une lotion solaire et un chapeau. À chaque récréation, ma maîtresse me disait : « Allez, mets ta lotion solaire », et ça m’agaçait ! »

## Bande originale
- I Only Have Eyes for You, composé par Harry Warren et Al Dubin, interprété a cappella par Nicole Kidman.
- Valse Opus 69 No.1 (Op. Posth.), composé par Frédéric Chopin, interprété par Jean-Marc Luisada.

## Accueil

### Accueil critique
Sur l'agrégateur américain Rotten Tomatoes, le film récolte 83 % d'opinions favorables pour 163 critiques. Sur Metacritic, il obtient une note moyenne de 74⁄100 pour 29 critiques.
Le film a été très positivement reçu par la critique française lors de sa sortie, selon le classement d'Allociné il obtient une note moyenne de 4,5 sur 5, note basée sur 13 critiques parues dans la presse.
Le final du film est salué par le Télé Obs Cinéma et L'Humanité qui comparent le suspense et le style des Autres à un film d’Hitchcock, suspense ménagé jusqu’au bout selon Le Parisien. La mise en scène est élégante et efficace pour Libération tandis qu’elle est qualifiée d’envoûtante et d’inspirée par le Ciné Libre qui reconnaît aussi l’ingéniosité du scénario et la cohérence de la filmographie du réalisateur.

### Box-office
| Pays ou région    | Box-office        | Date d'arrêt du box-office | Nombre de semaines |
| ----------------- | ----------------- | -------------------------- | ------------------ |
| États-Unis Canada | 96 522 687 $      | 8 novembre 2001            | 13                 |
| France            | 1 565 492 entrées | 12 février 2002            | 7                  |
| Espagne           | 6 410 561 entrées | 20 décembre 2001           | 10                 |
| Total mondial     | 209 947 037 $     | 20 décembre 2001           | 40                 |

## Distinctions

### Récompenses
- Festival international du film de Flandres 2001.
- Prix du meilleur film d'horreur, meilleure actrice pour Nicole Kidman, meilleur second rôle féminin pour Fionnula Flanagan, par l'Académie des films de science-fiction, fantastique et horreur en 2002.
- Prix du meilleur réalisateur, meilleur scénario et meilleure photographie, lors des Cinema Writers Circle Awards 2002.
- Prix Goya du meilleur film, du meilleur réalisateur, du meilleur scénario original, de la meilleure photographie, du meilleur montage, des meilleurs décors et du meilleur son (Ricardo Steinberg, Tim Cavagin, Alfonso Raposo, Daniel Goldstein) en 2002.
- Actrice de l'année pour Nicole Kidman, lors des London Critics Circle Film Awards 2002.
- Saturn Award pour Nicole Kidman[17]

### Nominations
- Nomination au prix du meilleur film, lors des Prix du cinéma européen 2001.
- Nomination au grand prix, lors du Festival international du film de Flandres 2001.
- Nomination au Lion d'or de Saint Marc, lors de la Mostra de Venise 2001.
- Nomination au prix du meilleur réalisateur, meilleur scénario et meilleur jeune acteur pour Alakina Mann, par l'Académie des films de science-fiction, fantastique et horreur en 2002.
- Nomination au prix du meilleur scénario et de la meilleure actrice pour Nicole Kidman, lors des BAFTA Awards 2002.
- Nomination au prix du meilleur scénario, lors des Bram Stoker Awards 2002.
- Nomination au Golden Globe de la meilleure actrice pour Nicole Kidman en 2002.
- Nomination au prix du meilleur film, par l'International Horror Guild en 2002.